# Nemospiza conspicillata
Nemospiza conspicillata är en spindelart som beskrevs av Simon 1903. Nemospiza conspicillata ingår i släktet Nemospiza och familjen hjulspindlar. Inga underarter finns listade i Catalogue of Life.